# Earle C. Clements

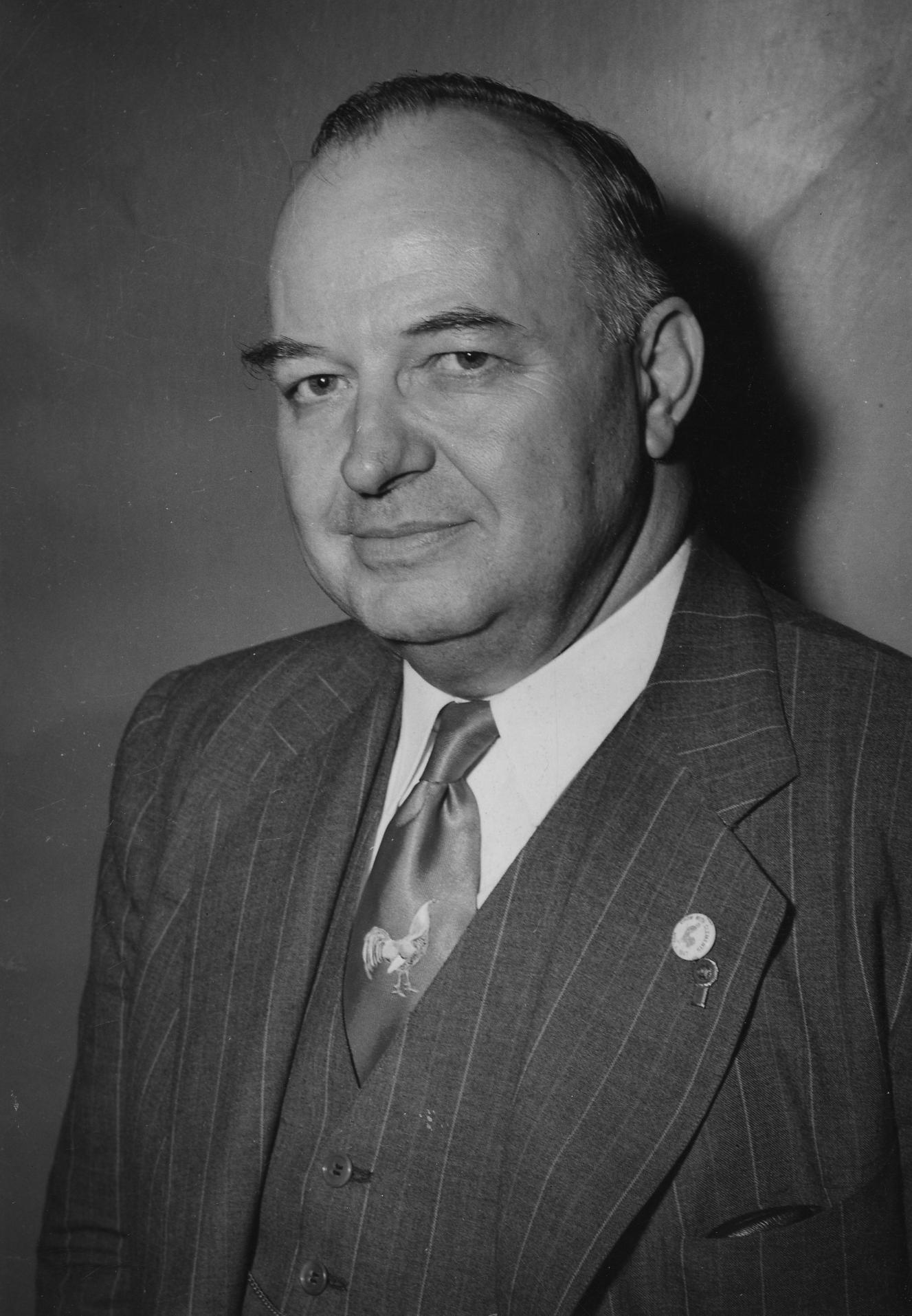
Earle C. Clements, 1947

Earle Chester Clements (* 22. Oktober 1896 in Morganfield, Union County, Kentucky; † 12. März 1985 ebenda) war ein US-amerikanischer Politiker und von 1947 bis 1950 Gouverneur von Kentucky. Außerdem vertrat er diesen Bundesstaat in beiden Kammern des Kongresses.

## Frühe Jahre und Aufstieg
Der junge Earle Clements besuchte die Morganfield Highschool und die University of Kentucky. Während des Ersten Weltkriegs war er Captain der Infanterie. Nach dem Krieg versuchte er sich zunächst als Arbeiter auf den Ölfeldern von Texas, nach seiner Rückkehr als Football-Trainer. Seit 1922 war er politisch aktiv. Von 1922 bis 1926 war er Sheriff im Union County. Anschließend wurde er ebenfalls im Union County Gerichtsdiener; von 1934 bis 1941 amtierte er als Richter am selben Gericht. Von 1942 bis 1945 saß er für die Demokratische Partei im Senat von Kentucky. Die folgenden zwei Jahre bis 1947 verbrachte er als Abgeordneter im Repräsentantenhaus der Vereinigten Staaten in Washington. Clements entschloss sich, für die Gouverneurswahlen des Jahres 1947 zu kandidieren. Dabei stieß er auf erheblichen Widerstand innerhalb der Demokratischen Partei. Da er 1935 den Wahlkampf von Happy Chandler nicht unterstützt hatte, war dieser mit seinen Anhängern gegen eine Kandidatur von Clements. In harten Vorwahlen konnte sich Clements dann doch gegen Vizegouverneur Harry Lee Waterfield durchsetzen. Die eigentliche Wahl gegen den Republikaner Eldon S. Dummit konnte er mit 57,2 % der Stimmen für sich entscheiden. Dummitt kam nur auf einen Stimmenanteil von 42,5 %.

## Gouverneur von Kentucky
Clements Amtszeit als Gouverneur begann am 9. Dezember 1947 und endete vorzeitig am 27. November 1950, weil er in den US-Senat gewählt worden war. Während seiner Zeit als Gouverneur wurde die „Kentucky State Police“ gegründet, eine dem Land unterstehende Polizeibehörde. Außerdem wurden die Gehälter der Landesangestellten neu festgelegt. Der Gouverneur investierte viel Geld in den Ausbau der Autobahnen und Landesstraßen. Er kümmerte sich auch um die landeseigenen Erholungs- und Naturparks und rief eine Baukommission ins Leben (Kentucky Building Commission). Er schaffte es aber nicht, die Rassentrennung in Kentucky generell aufzuheben. Dieses Problem wurde erst von seinen Nachfolgern gelöst. Im November 1950 wurde er gegen Charles I. Dawson in den US-Senat gewählt und trat deshalb von seinem Amt zurück. Sein Nachfolger wurde der Vizegouverneur Lawrence Wetherby.

## Weiterer Lebensweg und Tod
Von 1951 bis 1957 vertrat er als Senator die Interessen Kentuckys in Washington. Zusammen mit Lyndon B. Johnson führte er dort die demokratische Fraktion. Bei den nächsten Wahlen verpasste er seine Wiederwahl, auch weil sein alter Rivale Chandler seinen Einfluss in Kentucky gegen Clements geltend machte. Der innerparteiliche Zwist zwischen den Anhängern der beiden Männer sollte sich noch Jahre hinziehen. Im Jahr 1960, nachdem sein Rivale Chandler aus dem Amt des Gouverneurs ausgeschieden war, wurde er Highway Commissioner von Kentucky. Damit war er für die Betreuung des Autobahnnetzes zuständig. Seine letzte Funktion war die als Präsidenten des Wirtschaftsverbandes Tobacco Institute. Dieses Amt übte er von 1964 bis 1976 aus.
Earle Clements starb am 12. März 1985. Er war seit 1927 mit Sarah M. Blue (1894–1976) verheiratet; das Paar hatte eine Tochter, Elizabeth („Bess“) Hughes Clements (1933–2020), die unter ihrem Ehenamen Bess Abell ab 1960 Privatsekretärin der späteren First Lady der USA, Lady Bird Johnson und von 1963 bis 1969 White House Social Secretary unter US-Präsident Lyndon B. Johnson war.